# Tui Na
El massatge Tui Na és una especificitat de la medicina tradicional xinesa que té en compte els meridians i els punts de l'acupuntura del cos. TUI NA és una paraula que significa empènyer (TUI - 推) i agafar (NA - 拿), amb aquesta tècnica es creu que es dispersen els blocatges energètics i estimulen i donen energia. El seu objectiu és fer circular i reequilibrar les energies. An Mo (安摸) significa massatge en xinès.
El Tui Na s'hauria creat cap a 1300 aC al centre de la Xina, a l'antiga capital de la Xina Luoyang (Henan).

## Meridians
Els meridians principals són dotze que nodreixen la totalitat del cos. Comencen (o acaben) a l'extremitat d'un dit. Tenen nombrosos meridians secundaris.

## Moviment fonamentals del Tui Na
Són:
tui1 推、na2拿、an4按、mo2摩、qia1掐、gun3滾、yao2搖、rou2揉、cuo1搓